# By (Italië)
By is een gehucht in Italië. Het ligt op 2049 meter hoogte in de Conca de By in Val di Ollomont vlak bij het Lago di By, een stuwmeer. Het bestaat uit vervallen, onbewoonde huizen. Wel is er een onderhouden kapel iets lager, vlak bij het stuwmeer. Het plaatsje ligt tevens aan twee wandelroutes: aan de Tour des Combins (TDC) en aan route 4 van Glacier d'Ollomont naar Rifugio Amianthe.
By ligt op een kleine hoogvlakte, de Conca de By. De Grand Tête de By, een moeilijk beklimbare berg met een geprezen uitzicht, ligt twee kilometer ten noordwesten van By.